# Ministerium für Justiz, Gleichstellung und Verbraucherschutz des Landes Mecklenburg-Vorpommern

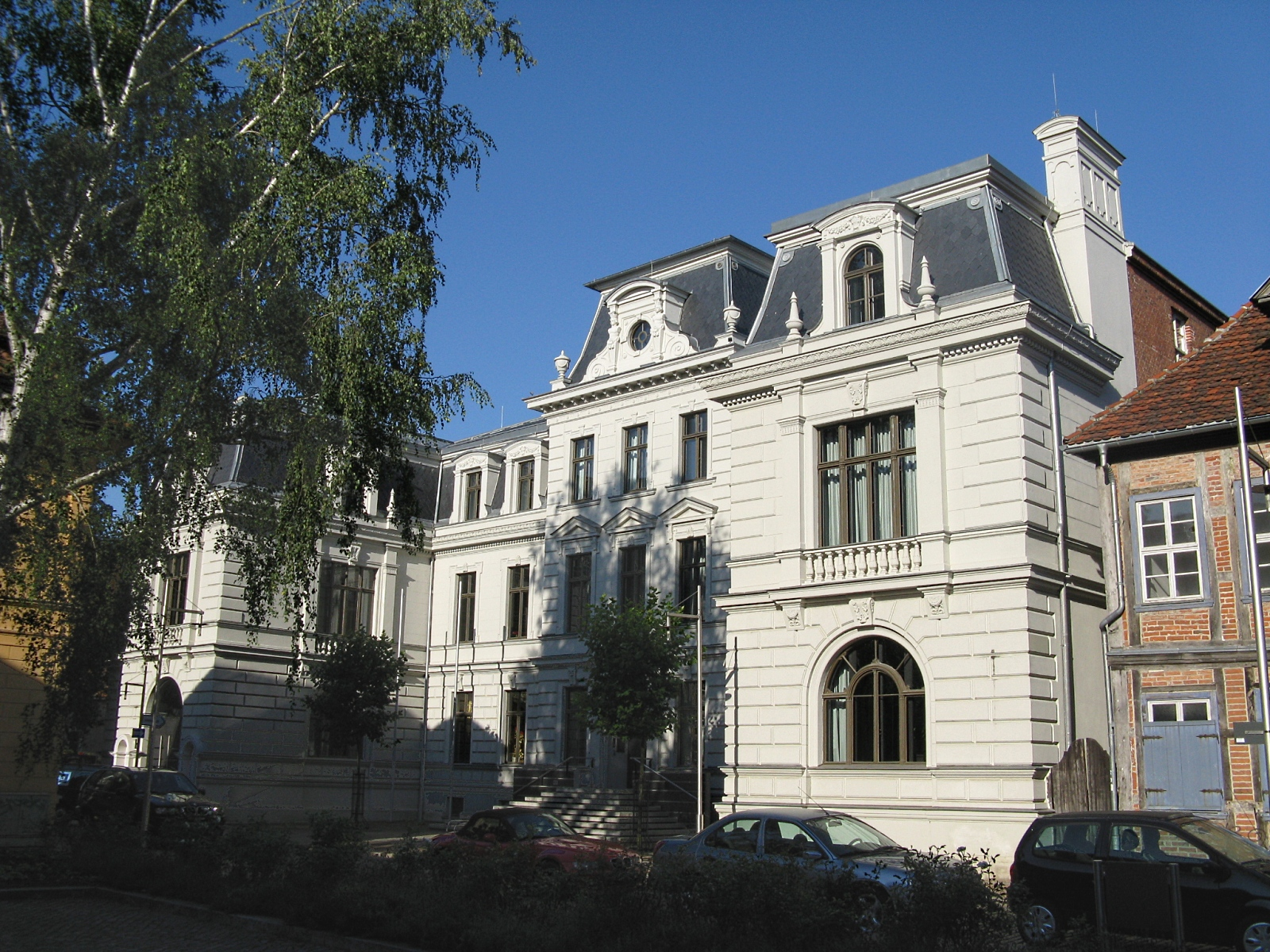
Neustädtisches Palais, seit 2006 Sitz des Justizministeriums

Das Ministerium für Justiz, Gleichstellung und Verbraucherschutz des Landes Mecklenburg-Vorpommern (Kurzform: MJGV MV) mit Sitz in Schwerin ist eines von acht Ministerien der Landesverwaltung. Derzeitige Amtsinhaberin ist Jacqueline Bernhardt (Die Linke). Staatssekretärin ist Babette Bohlen (parteilos).

## Geschichte
Nach der Gründung des Landes Mecklenburg-Vorpommern 1945 bestanden zunächst keine klassischen Ministerien, sondern dem Präsidenten oder Vizepräsidenten unterstellte Abteilungen. Aus der Justizabteilung wurde 1950 ein Justizministerium gebildet, welches von Günther Ludwig geleitet wurde. Noch im gleichen Jahr wurde es wieder aufgelöst.
Erst mit der Neugründung von Mecklenburg-Vorpommern 1990 wurde wieder ein Justizministerium als Ministerium für Justiz, Bundes- und Europaangelegenheiten eingerichtet. 1994 wurde der Bereich „Bundesangelegenheiten“ an die Staatskanzlei und der Bereich „Europaangelegenheiten“ an das Wirtschaftsministerium abgegeben. Letzteres kam 1996 noch einmal für zwei Jahre zurück zum Justizministerium. Von 1998 bis 2021 trug das Ministerium den Namen Justizministerium. Seit 2021 trägt es seinen heutigen Namen.
Untergebracht ist das Ministerium im Neustädtischen Palais unter der Anschrift Puschkinstraße 19–21.

## Organisation
Das Justizministerium ist in fünf Abteilungen gegliedert:
- Abteilung 1: Allgemeine Abteilung
- Abteilung 2: Justizvollzug, Ambulante Straffälligenarbeit und Gnadenwesen
- Abteilung 3: Verfassung, Recht, wirtschaftlicher Verbraucherschutz, Kirchenangelegenheiten, Normprüfung und Stiftungswesen
- Landesjustizprüfungsamt (LJPA)
- Bereich Rehabilitierung und Opferrente

## Weitere Behörden und Einrichtungen im Geschäftsbereich
- 10 Amtsgerichte und 6 Zweigstellen
- 4 Landgerichte (Neubrandenburg, Rostock, Schwerin, Stralsund)
- Oberlandesgericht Rostock
- 2 Verwaltungsgerichte (Greifswald, Schwerin)
- Oberverwaltungsgericht (Greifswald)
- 3 Arbeitsgerichte (Rostock, Schwerin, Stralsund)
- Landesarbeitsgericht
- 4 Sozialgerichte (Neubrandenburg, Rostock, Schwerin, Stralsund)
- Landessozialgericht (Neustrelitz)
- Finanzgericht
- 4 Staatsanwaltschaften (Neubrandenburg, Rostock, Schwerin, Stralsund)
- Generalstaatsanwaltschaft Rostock
- 4 Justizvollzugsanstalten, eine Jugendanstalt und eine Jugendarrestanstalt
- Landesamt für ambulante Straffälligenarbeit (LaStar)